# Abelmoschus
Abelmoschus Medik.  es un género de cerca de quince especies en la familia de las Malváceas, nativa de los trópicos de África, Asia y el norte de Australia. Sus especies estaban incluidas en Hibiscus, pero ahora se las ha segregado en un género distinto.

## Descripción
El género tiene especies herbáceas anuales y perennes, de hasta 2 m de altura. Hojas de 10 a 40 cm de longitud y anchas, palmadas con 3 a 7 lóbulos, los lóbulos son muy variables en profundidad, desde casi nada hasta cortadas hasta la base de la hoja. Flores de 4 a 8 cm de diámetro, con cinco pétalos blancos a amarillos, con una mancha roja o púrpura en la base de cada pétalo. Frutos: cápsula, 5 a 20 cm de longitud, con numerosas semillas.
Las especies de Abelmoschus son comestibles por la larva de algunas Lepidoptera: Chionodes hibiscella.

## Algunas especies
- Abelmoschus abelmoschus H.Karst.
- Abelmoschus esculentus Moench (sin. Hibiscus esculentus L.). Quingombó
- Abelmoschus esquirolii (Lév.) S.Y.Hu
- Abelmoschus manihot (L.) Medik. (sin. Hibiscus manihot L.). Aibika
- Abelmoschus mindanaensis Warb. ex Perkins
- Abelmoschus moschatus Medik. (sin. Hibiscus abelmoschus L.). Abelmosco

### Usos
Muchas especies son comestibles, tanto las semillas como las hojas que se comen como verdura. La especie más importante desde el punto de vista comercial es la okra.
 Abelmoschus manihot ("aibika") produce un cordaje como el yute, Abelmoschus moschatus se la cultiva como perfumífera.

## Fitoquímica
Una investigación de la fracción básica del extracto de anhídrido carbónico de las semillas de Abelmoschus moschatus identificó por la técnica de cromatografía de gases acoplado a espectrometría de masas un total de 58 compuestos con nitrógeno. Entre estos compuestos se identificaron 27 derivados de pirazinas, 12 piridinas y 7 tiazoles. Entre estos compuestos se encontraban 1-(6-etil-3-hidroxipiridin-2-il)etanona, 1-(3-hidroxi-5,6-dimetilpiridin-2-il)etanona, 1-(3-hidroxi-6-metilpiridin-2-il)etanona, y 1-(3-hidroxi-5-metilpiridin-2-il)etanona. También se han aislado ésteres grasos (Acetato de (Z)-5-dodecen-1-ilo), alcoholes sesquiterpénicos (2,6,10-farnesatrien-1-ol), lactonas (Ambretólido, Δ6-ambretólido, 5-tetradecen-14-ólido), flavonoides (Isoquercitrina, hiperósido, miricetina, 3'-O-glucósido de la quercetina y 3'-O-glucósido de gosipetina)